# Kvarner
Kvarner [kvarnêr] (italijansko Quarnero, latinsko Sinus flanaticus) je zaliv v seveovzhodnem delu Jadranskega morja med Istrskim polotokom na zahodu in celino, v katerem ležijo številni otoki (Kvarnerski otoki), med katerimi so največji Cres, Krk, Rab, Lošinj in Pag.
Kvarner v širšem pomenu je severni del Jadranskega morja med vinodolsko-velebitsko in istrsko obalo. Otoki Cres, Lošinj, Krk, Rab in Pag ga delijo v Vinodolski kanal, Reški zaliv, Velebitski kanal, Mali Kvarner (Kvarnerić) in Kvarner v ožjem pomenu. Kvarner v ožjem pomenu je morje med Cresom in Istrsko obalo. Ekonomski, politični in kulturni sedež Kvarnerja je Reka, ki leži na njegovem skrajnem severu.
Skoraj celotno območje Kvarnerja upravno-teritorialno pripada Primorsko-goranski županiji. V tem delu hrvaškega primorja  se sicer razprostirajo tudi Liško-senjska in Zadrska županija, ki si delita otok Pag ter na zahodni obali tudi Istrska županija.
V rimski dobi so bila v Kvarnerju pomembna naslednja pristanišča: Senia (Senj) in Flenova (Plomin). V srednjem veku Osor, Krk, Rab in Senj, od 18. stoletja pa Reka in Senj.
Danes je v Kvarnerju poleg industrije, ladjedelništva in pristaniščnih dejavnosti zelo pomembna turistična dejavnost. Turizem se je v zadnjih letih razvil v dejavnost, ki prispeva največ k skupnemu gospodarskemu razvoju regije Kvarnerja. Predvsem na otokih se s to dejavnostjo ukvarja večina prebivalstva. Izrazito pristaniško in industrijsko mesto pa je prestolnica Reka, v kateri je bolje razvit zgolj turizem na podlagi zgodovinskih in arhitekturnih znamenitosti.
Na področju severnega Kvarnerja, zahodno od Reke leži tudi izjemno pomembno turistično letovišče Opatija. Slednje velja za zibelko hrvaškega turizma, saj se je ta dejavnost v Opatiji razvila že v koncu 19. stoletja.
Ker območje Kvarnerja v velikem delu leži na morju, so za njegovo povezanost in možnost potovanja tako otoških domačinov kot tudi turistov nujne trajektne povezave. V ta namen je hrvaško podjetje Jadrolinija že davno uvedlo številne redne trajektne linije. Celotno področje spada pod Reško morsko območje, v njem pa slednje podjetje izvaja 8 rednih linij. Povezuje tako otoke s kopnim, kot tudi otoke med seboj. 
Velik gospodarski pomen ima tudi Krški most, ki je ta največji hrvaški otok povezal s kopnim in omogočil hitrejše potovanje in transport različnih izdelkov in surovin. Na Krku, v kraju Omišalj se nahaja del Pristanišča Reka za tekoče tovore in plin. Na otoku stoji tudi edino letališče kvarnerske regije, letališče Reka, s katerega letala opravljajo redne linije znotraj Hrvaške kot tudi lete v tujino.